# Hemsjön (Sorsele socken, Lappland, 725222-159325)
Hemsjön är en sjö i Sorsele kommun i Lappland och ingår i Umeälvens huvudavrinningsområde. Sjön har en area på 2,56 kvadratkilometer och ligger 317,9 meter över havet. Hemsjön ligger i Vindelälven Natura 2000-område. Sjön avvattnas av vattendraget Abmobäcken.

## Delavrinningsområde
Hemsjön ingår i det delavrinningsområde (725383-159300) som SMHI kallar för Utloppet av Hemsjön. Medelhöjden är 327 meter över havet och ytan är 7,21 kvadratkilometer. Räknas de 4 avrinningsområdena uppströms in blir den ackumulerade arean 89,88 kvadratkilometer. Abmobäcken som avvattnar avrinningsområdet har biflödesordning 4, vilket innebär att vattnet flödar genom totalt 4 vattendrag innan det når havet efter 276 kilometer. Avrinningsområdet består mestadels av skog (58 procent). Avrinningsområdet har 2,54 kvadratkilometer vattenytor vilket ger det en sjöprocent på 35,2 procent.